# Ecologia microbiana
L'Ecologia microbiana és la branca de la biologia que estudia la relació dels microorganismes entre ells i amb el seu ambient. Concerneix els tres dominis essencials de vida - Eucariota, Archaea, i Eubacteri - així com els virus. Els microorganismes, per la seva omnipresència, causen impacte en la biosfera sencera. Són presents en virtualment tots els ambients del nostre planeta, incloent-hi alguns dels més extrems, des de llacs àcids a l'oceà més profund, i des d'ambients congelats fins a xemeneies hidrotermals.
Els microbis, especialment els bacteris, sovint participen en relacions simbiòtiques (tant positives com negatives) amb altres organismes, i aquestes relacions afecten l'ecosistema. Un exemple d'aquestes simbiosis fonamentals són els cloroplasts, que permeten als eucariotes fotosintètics dur a terme la fotosíntesi. Es considera que els cloroplasts són cianobacteris endosimbionts, un grup de bacteris dels quals es creu que són l'origen de la fotosíntesi aeròbica. Algunes teories manifesten que aquesta invenció coincideix amb un canvi essencial en l'atmosfera de la terra primigènia, des d'una atmosfera que reductora fins a una atmosfera rica en oxigen.
Són el nucli de tots els ecosistemes, però el seu paper és cabdal en zones on no hi pot arribar la llum i on la fotosíntesi no pot ser el mitjà bàsic d'obtenir energia. En aquestes zones, els microbis quimiosintètics proporcionen energia i carboni a la resta d'organismes.
Uns altres microbis són descomponedors, amb l'habilitat per obtenir nutrient a partir de productes de rebuig d'altres organismes. Aquests microbis tenen un paper vital en els cicles biogeoquímics. El cicle del nitrogen, el cicle del fòsfor i el cicle del carboni depenen tots de microorganismes en un mode o un altre. Per exemple, el nitrogen que constitueix un 78% per l'atmosfera del planeta és "indigerible" per a la majoria dels organismes, i el flux de nitrogen a la biosfera depèn d'un procés microbià anomenat fixació.
A causa de l'alta taxa de transferència horitzontal de gens dintre la comunitat microbiana l'ecologia microbiana és també de gran importància en estudis sobre evolució.

## Gestió de recursos microbians
La biotecnologia es pot utilitzar al costat d'ecologia microbiana per encarar un cert nombre de desafiaments mediambientals i econòmics. Gestionant el cicle de carboni per segrestar diòxid de carboni i evitar un excés en la metanogènesi és molt important per mitigar l'escalfament global, i les perspectives pel que fa a bioenergia s'estan expandint pel desenvolupament de cel·les de combustible microbià. La gestió de recursos microbians defensa una actitud més progressista envers la malaltia, per la qual cosa els agents de control biològic s'afavoreixen sobre intents d'erradicació. Els fluxos en les comunitats microbianes s'han de caracteritzar millor per tal de desenvolupar plenament el potencial d'aquest camp.